# 青山学院大学ラグビー部
青山学院大学体育連合会ラグビー部（あおやまがくいんだいがくたいいくれんごうかいラグビーぶ、Aoyama Gakuin Univ Rugby Football Club）は、関東大学ラグビー対抗戦Aグループに所属する青山学院大学のラグビー（ラグビーユニオン）チームである。愛称・略称は青学（あおがく）。

## 概要
- 1923年 創部。

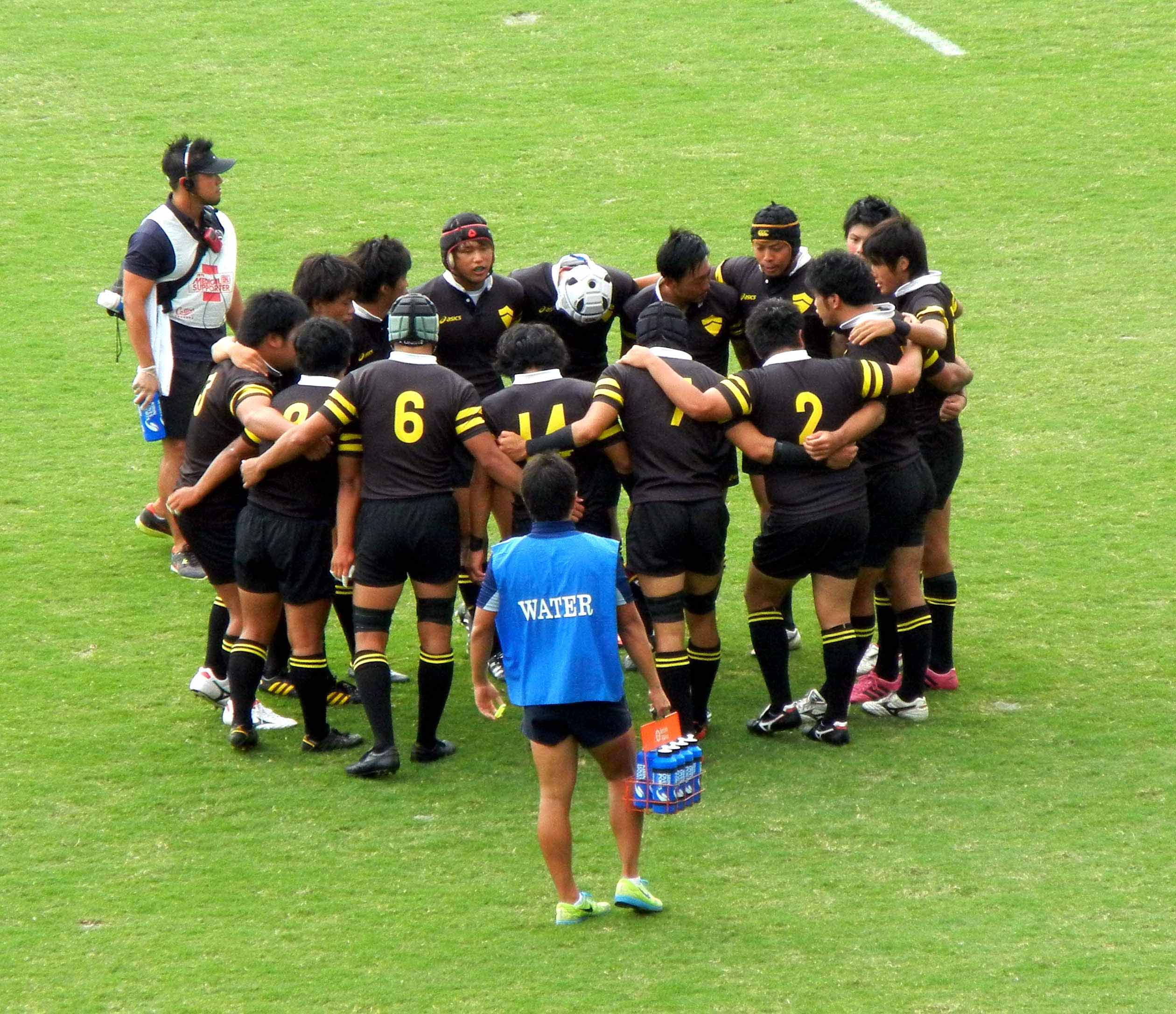
試合前に円陣を組む青山学院大学ラグビー部の選手たち（2012年9月・帝京大学戦・秩父宮ラグビー場）

- 大学選手権には3回出場。対抗戦では1965年度の2位が最高の成績である。
- 1997年度 対抗戦がAグループ（1部相当）・Bグループ(2部相当）に分けて総当たり戦を始めてからはAグループに所属し、1度もBグループに降格したことがなかった。
- 2007年度 入替戦で、立教大学に14-24で敗退。
- 2008年度 初めてBグループに降格することとなった。
- 2010年 対抗戦Bグループで全勝優勝。入替戦では22-19で立教大学を破り、Aグループ復帰を決めた。
- 2013年度 3勝4敗で明治大学と同率の5位だったが、大学選手権出場を逃した。
- 2022年 高橋敏也（2014年度卒：リコーブラックラムズ東京）がラグビー日本代表候補に選出
- 2024年度 3勝4敗で30年振りに大学選手権出場を決めた。

## タイトル
- 関東大学ラグビー対抗戦Bグループ : 3回
  - 2008、2009、2010
- 全国地区対抗大学ラグビーフットボール大会 : 1回
  - 1953
- 関東大学ラグビー対抗戦 : 0回
  - 最高2位(1965)
- 全国大学ラグビーフットボール選手権大会 : 0回　（出場3回）
  - 最高ベスト16

※年は全て年度。

## 戦績
近年のチームの戦績は以下のとおり。
| 年度 | 所属 | 勝敗   | 順位 | 備考                                     |
| ---- | ---- | ------ | ---- | ---------------------------------------- |
| 2000 | A    | 0勝7敗 | 8位  | 入替戦 74-17 上智大学 ※Aグループ残留     |
| 2001 | A    | 1勝6敗 | 7位  | 入替戦 46-16 成蹊大学 ※Aグループ残留     |
| 2002 | A    | 1勝6敗 | 7位  | 入替戦 41-15 上智大学 ※Aグループ残留     |
| 2003 | A    | 1勝6敗 | 7位  | 入替戦 40-17 上智大学 ※Aグループ残留     |
| 2004 | A    | 1勝6敗 | 8位  | 入替戦 76-5 成蹊大学 ※Aグループ残留      |
| 2005 | A    | 0勝7敗 | 8位  | 入替戦 29-24 成蹊大学 ※Aグループ残留     |
| 2006 | A    | 1勝6敗 | 7位  | 入替戦 29-7 学習院大学 ※Aグループ残留    |
| 2007 | A    | 0勝7敗 | 8位  | 入替戦 14-24 立教大学 ※Bグループ降格     |
| 2008 | B    | 7勝0敗 | 1位  | 入替戦 18-20 立教大学 ※Bグループ残留     |
| 2009 | B    | 7勝0敗 | 1位  | 入替戦 7-24 立教大学 ※Bグループ残留      |
| 2010 | B    | 7勝0敗 | 1位  | 入替戦 22-19 立教大学 ※Aグループ昇格     |
| 2011 | A    | 2勝5敗 | 6位  |                                          |
| 2012 | A    | 1勝6敗 | 7位  | 入替戦 63-15 明治学院大学 ※Aグループ残留 |
| 2013 | A    | 3勝4敗 | 5位1 |                                          |
| 2014 | A    | 2勝5敗 | 6位  |                                          |
| 2015 | A    | 2勝5敗 | 6位  |                                          |
| 2016 | A    | 2勝5敗 | 6位  |                                          |
| 2017 | A    | 1勝6敗 | 7位  | 入替戦 24-20 武蔵大学 ※Aグループ残留     |
| 2018 | A    | 2勝5敗 | 6位  |                                          |
| 2019 | A    | 1勝6敗 | 7位  | 入替戦 54-33 明治学院大学 ※Aグループ残留 |
| 2020 | A    | 0勝7敗 | 8位  |                                          |
| 2021 | A    | 1勝6敗 | 7位  | 入替戦 73-19 明治学院大学 ※Aグループ残留 |
| 2022 | A    | 1勝6敗 | 7位  | 入替戦 61-13 明治学院大学 ※Aグループ残留 |
| 2023 | A    | 1勝6敗 | 7位  | 入替戦 49-14 明治学院大学 ※Aグループ残留 |
| 2024 | A    | 3勝4敗 | 5位  | 選手権3回戦 7-66 京都産業大学            |

1明治大学と同率5位

## 大学選手権での戦績
出場3回　0勝3敗
| 年度 | 大会       | スコア        | チーム                          | 備考            |
| ---- | ---------- | ------------- | ------------------------------- | --------------- |
| 1993 | 第30回大会 | 1回戦 ●23-39○ | 大東文化大学（リーグ戦3位）     | 対抗戦4位で出場 |
| 1994 | 第31回大会 | 1回戦 ●28-44○ | 大東文化大学（リーグ戦1位）     | 対抗戦5位で出場 |
| 2024 | 第61回大会 | 3回戦 ●7-66○  | 京都産業大学（関西リーグ戦2位） | 対抗戦5位で出場 |

## 主な選手
- 主将 八尋祥吾（FL / 東福岡高出身）
- 副将 小林純岳（SH / 東海大相模高出身）
- 矢崎桜子（WTB、7人制女子日本代表 / 関東学院六浦高出身）

## 在籍した選手
- 民辻竹弘（FL、元日本ラグビー協会公認レフリー /第２回全国高校ラグビー選抜大会決勝担当レフリー）
- 冨岡剛（元監督、WTB、元神戸製鋼 / 青山学院高出身）
- 瀧川広一（№8／CTB、元清水建設、元セブンス日本代表/ 茗溪学園高出身）
- 岡崎匡秀（WTB、元リコーブラックラムズ //リコーブラックラムズFWコーチ/ 大阪工大高出身）
- 尾身嘉信（№8／HO、元サントリーサンゴリアス / 青山学院高出身）
- 岩渕健輔 (SO、元USコロミエ、元セコムラガッツ、元日本代表主将、現日本ラグビー協会常務理事/ 青山学院高出身)
- 川尻竜太郎（FB、元日本ラグビー協会公認レフリー /都立石神井高出身）
- 新山耕平（2002年度主将CTB、元ワールドファイティングブル所属 / 伏見工業高出身）
- 依田賢人（№8、FL東芝ブレイブルーパス所属 / 青山学院高出身）
- 佐藤資（WTB、東芝ブレイブルーパス所属 / 湘南工大付高出身）
- 伊藤真（2009年度主将FB、東芝ブレイブルーパス所属 / 青山学院高出身）
- 前田樹（CTB／FB、日本協会公認レフリー / 修猷館高出身）
- 香山良太（2013年度主将SH、ホンダヒート所属 / 東福岡高出身）
- 高野祥太（CTB/FB、NTTドコモレッドハリケーンズ所属 / 小倉高出身）
- 高橋敏也（SH、リコーブラックラムズ所属 / 國學院久我山高出身）
- 髙野恭二（FB、宗像サニックスブルース所属 / 東福岡高出身）
- 古賀駿汰（SH、クボタスピアーズ所属 / 東福岡高出身）
- ラベマイまこと（PR、女子日本代表、東京山九フェニックス所属 / 福岡高出身）
- 山同走(FB・WTB、狭山セコムラガッツ所属/國學院久我山高出身)
- 桑田宗一郎（2021年度主将SO、清水建設江東ブルーシャークス所属 / 桐蔭学園高出身）
- 小西想羅（LO、女子日本代表、横河武蔵野アルテミ・スターズ所属 / 國學院栃木高出身）
- 津久井萌（SH、女子日本代表、横河武蔵野アルテミ・スターズ所属 / 東農大二高出身）
- 金澤春樹（WTB・CTB、花園近鉄ライナーズ所属 / 流経大柏高出身）
- 田中創太郎（PR・HO、狭山セコムラガッツ所属 / 國學院久我山高出身）
- 安部駿亮（レッドハリケーンズ大阪所属 / 大分県立大分舞鶴高出身）
- 榎本拓真（クリタウォーターガッシュ昭島所属 / 桐蔭学園高出身）

## 所在地
- 神奈川県相模原市中央区緑ヶ丘2-40-1